# Chengdu Open 2019
Chengdu Open 2019 — тенісний турнір, що проходив на кортах з твердим покриттям у місті Ченду, КНР з 23 вересня. Належав до категорії ATP Tour 250.

## Фінальна частина

### Одиночний розряд
Пабло Карреньо Буста —  Олександр Бублик 6–7(5–7), 6–4, 7–6(7–3)

### Парний розряд
Нікола Чачиц /  Душан Лайович —  Джонатан Ерліх /  Фабріс Мартен 7–6(11–9), 3–6, [10–3]